# Michael Morgan (aviron)
Pour les articles homonymes, voir Michael Morgan et Morgan.
Michael Dennis Morgan, né le 19 décembre 1946 à Sydney, est un rameur d'aviron australien. 

## Carrière
Michael Morgan participe aux Jeux olympiques de 1968 à Mexico et remporte la médaille d'argent avec le huit australien composé de Peter Dickson, Alf Duval, David Douglas, John Ranch, Joe Frazio,  Gary Pearce, Bob Shirlaw et le barreur Alan Grover.
Il dispute aussi l'épreuve de huit des Jeux olympiques d'été de 1972 à Munich, terminant à la huitième place.